# Винтовые сваи
Винтовая свая — свая, состоящая из металлического наконечника (винтового башмака) с лопастью (лопастями) или многовитковой спиралью (спиралями) и трубчатого металлического ствола, погружаемая в грунт методом завинчивания в сочетании с вдавливанием.
Основные компоненты винтовой сваи:
- ствол (в западной практике он обычно подразделяется на направляющую (ведущую) часть с заострённым концом и удлинитель: направляющая часть с лопастью/лопастями первой входит в грунт, а удлинитель используется для её дальнейшего погружения в грунт до несущего слоя. Удлинители могут иметь дополнительные несущие лопасти, но чаще состоят из ствола и муфт);
- винтовые несущие лопасти.

Особенности развития технологии в СССР (широкое использование литья) позволяют выделить дополнительный компонент — наконечник винтовой сваи. Он представляет собой заострённый конец сваи, неотъемлемой частью которого является винтовая несущая лопасть.

## История
Свайное фундаментостроение известно с древних времён, однако много веков его применение ограничивалось материалом, из которого изготавливались сваи (дерево), и способом их погружения (забивка). В XX веке на смену деревянным сваям пришли железобетонные, что расширило сферу применения свайных фундаментов, но метод погружения остался прежним, хотя и получил ряд усовершенствований.
Изобретение винтовых свай
Решая проблему строительства морских сооружений на слабых грунтах, таких как песчаные рифы, террасы илистого грунта и устья рек, инженер-строитель Александр Митчелл (1780—1868) изобрёл и в 1833 году запатентовал в Лондоне устройство «Винтовая свая». За своё изобретение он получил медаль Телфорда и членство Института гражданских инженеров.
Первоначально винтовые сваи использовались для судовых причалов и представляли собой металлическую трубу с якорным винтом на конце. Они вкручивались в грунт ниже уровня ила усилиями людей и животных с помощью большого деревянного колеса, называемого якорным шпилем. Для установки винтовых свай от 20 футов (6 м) длиной с 5-дюймовым (127 мм) диаметром ствола нанимали до 30 мужчин.
Первым техническим документом, написанным Митчеллом в отношении винтовых свай, стал «На подводных фундаментах. Винтовые сваи и причалы в частности». В своей работе инженер заявил, что винтовые сваи могут быть использованы для обеспечения несущей способности или сопротивления выдёргивающим силам. По его мнению, несущая способность свайно-винтового фундамента зависит от площади лопасти винта, природы грунта, в который он вкручивается, и глубины, на которой он находится под поверхностью.
В 1838 году винтовые сваи стали основой для фундамента маяка Мэплин Сэндс на нестабильном прибрежном грунте реки Темзы в Великобритании. Для укрепления морских пирсов технологию винтовых свай впервые применил архитектор и инженер Эугениус Берч (1818—1884). С 1862 по 1872 годы были возведены 18 морских пирсов.
Экспансия Британской империи поспособствовала быстрому распространению технологии по всему миру. Так, с 1850-х по 1890-е годы было построено 100 маяков на винтовых сваях только вдоль восточного побережья США и вдоль Мексиканского залива.
В период 1900—1950 годов популярность винтовых свай на Западе несколько снизилась в связи с активным развитием механического сваебойного и бурового оборудования, зато в последующие годы технология стала стремительно развиваться в сфере индивидуального, промышленного и крупного гражданского строительства.
Развитие технологии винтовых свай в СССР и России
В Россию технология пришла в начале XX века. Тогда винтовые сваи получили широкое распространение в области военного строительства, где в полной мере оценили их достоинства — универсальность, возможность использования ручного труда, надёжность и долговечность, особенно в пучинистых, обводнённых или многолетнемёрзлых грунтах. Эти преимущества были доказаны благодаря трудам советского инженера Владислава Дмоховского (1877—1952), который провёл комплексные исследования в области свайных оснований (теория конических свай).
Теоретические основания применения винтовых свай и технология производства работ были разработаны в СССР только в 1950—1960-х годах. Тогда же были спроектированы и изготовлены установки для их завинчивания. Значительный вклад в систематическое изучение и экспериментальную разработку применения винтовых свай в строительстве внесли Г. С. Шпиро, Н. М. Бибина, Е. П. Крюков, И. И. Цюрупа, И. М. Чистяков, М. А. Орделли, М. Д. Иродов и другие. В работах этих авторов содержатся ценные сведения, необходимые для определения технических параметров и геометрических форм винтовых свай, решения конструкций и выбора материалов для их изготовления.
Исследователями были получены обширные материалы по несущей способности и перемещению винтовых свай в разных грунтах, определено влияние размеров лопасти и глубины её погружения на несущую способность свай. Опыт погружения большого числа разнообразных по размерам и материалам винтовых свай позволил разработать технологию их погружения в грунт, определить скорости вращения, величины крутящих моментов и осевых усилий, необходимых для погружения. В 1955 году были опубликованы «Технические указания по проектированию и устройству фундаментов опор мостов на винтовых сваях» (ТУВС-55); затем — «Руководство по проектированию и устройству мачт и башен линий связи из винтовых свай», которое было результатом внедрения, испытаний и опытной эксплуатации опор линий связи высотой до 245 м в 1961—1964 годах.
Одним из первых учёных, рассматривающих технологию фундамента из винтовых свай через призму научного опыта стал доктор технических наук, инженер-строитель В. Н. Железков. Учёным было доказано, что винтовые сваи не только являются полноценной альтернативой традиционным видам фундаментов, но и имеют ряд преимуществ перед ними, к примеру, если речь идёт о сложных геологических условиях.
В. Н. Железков также разработал методику для определения несущей способности свай по величине крутящего момента как на сжимающие, так и на выдёргивающие нагрузки. В 2004 году он опубликовал монографию «Винтовые сваи в энергетической и других отраслях», в которой были собраны ценные экспериментальные данные по определению несущей способности винтовых свай на сжимающие, выдёргивающие и горизонтальные нагрузки.
Интенсивное внедрение винтовых свай в строительство и энергетику началось в середине 1960-х годов. Этому способствовало расширение работ по реконструкции зданий и сооружений, выполнение строительных работ в стеснённых городских условиях или на промышленных территориях, что требовало разработки глубоких котлованов в непосредственной близости от существующих фундаментов. Другой причиной развития технологии свайно-винтовых опор явилось увеличение объёма монтажных работ в строительстве. Монтаж тяжёлых конструкций объектов химического, металлургического, энергетического назначения потребовал разработки новых видов фундаментов и расширения области их использования. Наибольшее применение винтовые опоры получили в отраслях связи и телекоммуникациях (закрепление опор линий электропередачи).
В российском малоэтажном и индивидуальном жилищном строительстве винтовые сваи стали широко использоваться в конце XX — начале XXI века.
Отличие российского и западного подходов
Разработка винтовых свай в СССР велась независимо от исследований западных учёных, при этом приоритетными задачами стали высокая скорость и простота погружения в грунтах с высокой плотностью. Этим требованиям отвечала дезаксиальная стальная винтовая свая с литым наконечником и одной лопастью в 1,25 витка, начинающейся на скошенной части и плавно увеличивающейся в ширину, конструкцию которой разработал В. Н. Железков. Эта свая, несмотря на сравнительно небольшую величину крутящего момента, не требует использования при завинчивании дополнительной пригружающей силы. Однако, будучи универсальной, она имеет невысокую несущую способность, для повышения которой необходимо увеличивать диаметр ствола и лопасти, что ведёт к увеличению расходов на строительство. Тем не менее такая свая до сих пор используется в России и на постсоветском пространстве достаточно широко.
Западные разработчики, напротив, сделали акцент на обеспечении необходимой несущей способности при минимальном увеличении материалоёмкости. Это привело к отказу от крепления лопастей к конусу сваи, а для повышения несущей способности конструкторы прибегли к наращиванию диаметра лопасти и количества лопастей. За счёт внедрения новых технологий свайно-винтовые фундаменты стали широко применяться в сфере гражданского строительства. По данным Международного общества по механике грунтов и фундаментостроению (англ. International Society of Soil Mechanics and Geotechnical Engineering, ISSMGE) в 2010 году винтовые сваи заняли 11 % западного рынка, постепенно вытесняя забивные.

## Применение
Фундаменты из винтовых свай могут быть установлены под любые объекты:
- промышленного строительства (здания заводов, фабрик, трубные эстакады, трубопроводы, промышленные ангары, ЛЭП);
- гражданского строительства (многоэтажные жилые дома, общественные здания, склады, ангары, ограждения);
- индивидуального жилищного строительства (жилые дома этажностью не более трёх этажей, пристройки, хозяйственные постройки);
- сельскохозяйственного строительства (теплицы);
- транспортного строительства (дороги, проезды, шумозащитные экраны);
- военного назначения;
- гидротехнического назначения, в том числе устанавливаемые на обводнённых грунтах (причалы, мосты);
- инфраструктуры, рекламные конструкции, МАФ;
- временные сооружения (торговые павильоны, аттракционы).

Кроме того, винтовые сваи используются при реконструкции фундаментов крупных гражданских и промышленных объектов, объектов индивидуального жилищного строительства, при укреплении склонов и берегоукреплении.
Грунты также практически не накладывают ограничений на применение винтовых свай. Более того, они являются предпочтительным вариантом при строительстве в таких сложных инженерно-геологических условиях, как районы вечной (многолетней) мерзлоты, крупнообломочные, пучинистые, слабые и обводнённые грунты и т. п.
В то же время конструктивные и геометрические параметры (конфигурация лопасти, количество, диаметр, шаг и угол наклона лопастей, толщина стенки ствола и лопасти) винтовых свай будут в каждом случае назначаться индивидуально в соответствии с физическими характеристиками и коррозионной агрессивностью грунтов, с данными о глубине промерзания, о нагрузках от строения, требованиями к жёсткости, прочности, устойчивость и т. д.
Погружение винтовых свай выполняется вручную, механически (спецтехника) или с помощью редуктора. Возможность выбора способа монтажа, а также отсутствие шума и вибраций во время установки делают винтовые сваи незаменимыми при работе в условиях плотной городской застройки.

## Классификация винтовых свай
Типоразмеры винтовых свай — это совокупность технологических и конструкционных особенностей. Разные типы свай используются в разных грунтовых условиях. Применение нескольких типоразмеров свай необходимо даже в пределах одного фундамента объекта малоэтажного строительства, так как на него, как правило, воздействуют разные величины нагрузок:
- под ответственными узлами сооружения;
- под несущими стенами;
- под ненесущими стенами и лагами пола.

Каждая из нагрузок требует использования свай с определённой несущей способностью. Такой подход обеспечивает равномерное распределение запаса прочности по всему фундаменту, увеличивает его надёжность и долговечность.
Сваи стальные винтовые подразделяют:
- по виду свай — на целиковые и составные;
- по виду лопастей — на лопастные (CBЛ), спиральные (СВС), комбинированные (СВК);
- по количеству лопастей (спиралей) — с одной или несколькими (две, три и т. д.) лопастями (спиралями), в том числе разного диаметра;
- по виду наконечников — с закрытыми (конусными) и открытыми (трубчатыми) прямыми или срезанными;
- по способу изготовления наконечников — со сварными, литыми или коваными наконечниками;
- по виду и способу нанесения антикоррозионного защитного покрытия.

Вид лопастей
В зависимости от вида лопастей сваи подразделяются следующим образом:
- свая винтовая лопастная (CBЛ) — винтовая свая, имеющая одну или несколько лопастей и ствол со значительно меньшей по сравнению с лопастью (лопастями) площадью поперечного сечения; лопасти могут быть размещены на наконечнике и по длине ствола.
- свая винтовая спиральная (СВС) — винтовая свая, состоящая из конусного или открытого наконечника и ствола с приваренной многовитковой спиралью (спиралями).
- свая винтовая комбинированная (СВК) — винтовая свая, имеющая конусный или открытый наконечник с приваренной многовитковой спиралью и ствол с одной или несколькими винтовыми лопастями.

Размер и конфигурация лопасти
Диаметр лопасти может превосходить диаметр ствола более чем в 1,5 раза (широколопастные сваи) и менее чем в 1,5 раза (узколопастные сваи).
Широколопастные винтовые сваи эффективны в дисперсных грунтах, в том числе с невысокой несущей способностью, илах, водонасыщенных песках и т. п., так как имеют большую площадь опирания. Производят широколопастные сваи с конфигурацией лопасти для:
- текучих, текуче-пластичных и мягко-пластичных;
- туго-пластичных и полутвёрдых;
- твёрдых.

Однако сегодня, как правило, используются типовые однолопастные и двухлопастные, реже трёхлопастные винтовые сваи с круглыми лопастями. Эта унификация позволяет упростить производство таких свай, но сужает область применения, так как в большинстве грунтовых условий они не эффективны. При условии обеспечения требуемой несущей способности их материалоёмкость высока, что приводит к увеличению затрат конечного потребителя. Наиболее прогрессивным методом проектирования фундаментов из винтовых свай является подбор конструкции к конкретным грунтовым условиям площадки строительства. Такой подход позволяет максимально использовать несущие способности грунта и даёт возможность рационального применения материала сваи.
На выбор конфигурации лопасти влияют физические характеристики грунтов (пористость, степень насыщения водой, консистенция, гранулометрический состав и т. д.).
Узколопастные сваи используются в особо плотных сезоннопромерзающих и вечномёрзлых (многолетнемерзлых) грунтах. Небольшая ширина лопасти снижает вероятность её деформации во время погружения, а несущая способность сваи обеспечивается высокой несущей способностью грунтов и расчётом количества и шага витков, ширины лопасти.
Количество лопастей
Различают широколопастные сваи с одной лопастью (однолопастные) и с двумя и более лопастями (многолопастные). При расчёте дезаксиальных однолопастных свай не учитывается трение по боковой поверхности ствола, поэтому их рекомендуется устанавливать только в грунты с достаточной несущей способностью, а также учитывать, что при достижении критической нагрузки такие сваи «уходят в срыв», из-за чего возникает просадка фундамента.
Однолопастные сваи малых длин и диаметров требуют обязательного бетонирования основания колонны.
Многолопастные сваи демонстрируют высокую несущую способность даже в слабых грунтах. Благодаря включению в работу сваи околосвайного массива грунта они устойчивы ко всем видам воздействия (вдавливающие, выдёргивающие, горизонтальные и динамические нагрузки) и не «уходят в срыв» при достижении критической нагрузки.
Увеличение числа лопастей позволяет сваям воспринимать большие нагрузки при меньшем диаметре трубы, жёсткость ствола в этом случае обеспечивается за счёт трубопроката достаточной толщины. Эффективность многолопастных винтовых свай достигается моделированием оптимального расстояния между лопастями, шага и угла их наклона. Ошибки в расчётах могут привести к возникновению «обратного эффекта» — снижению несущей способности даже относительно дезаксиальных однолопастных свай.
Тип наконечника
Наконечники свай свариваются или отливаются целиком и навариваются на трубу.
Наконечник отливается целиком и наваривается на ствол. Так как сварка разнородных металлов технологически более сложный процесс, на качество шва стоит обратить особое внимание. Кроме того, контакт двух разнородных металлов ведёт к образованию гальванической пары, что повышает вероятность развития коррозии. Если толщина стенки ствола меньше, чем толщина литого наконечника, срок службы винтовой сваи будет определяться по минимальному показателю. То есть использование отливки никак не отразится на долговечности фундамента, если ствол не соответствует ей по запасу прочности.
Так как формы отливок унифицированы, и изготовить литой наконечник с определённой конфигурацией лопасти невозможно, сваи со сварным наконечником и лопастью, подобранной исходя из грунтовых условий, всегда будут иметь большую несущую способность.
Толщина металлопроката
Толщина металлопроката назначается при проектировании на основании данных о коррозионной агрессивности грунта и о нагрузках от строения, а также в соответствии с ГОСТ 27751-2014 «Надёжность строительных конструкций и оснований. Основные положения», который устанавливает требования к сроку службы всех конструкций и элементов сооружения. В то же время, так как ГОСТ 27751-2014 лишь регламентирует минимальную границу, требования к сроку службы могут дополнительно корректироваться для каждого конкретного объекта.
Рекомендуемые сроки службы зданий и сооружений по ГОСТ 27751-2014:
| Наименование объектов | Примерный срок службы |
| --- | --------------------- |
| Временные здания и сооружения (бытовки строительных рабочих и вахтового персонала, временные склады, летние павильоны и т. п.)                                                                                                 | 10 лет                |
| Сооружения, эксплуатируемые в условиях сильноагрессивных сред (сосуды и резервуары, трубопроводы предприятий нефтеперерабатывающей, газовой и химической промышленности, сооружения в условиях морской среды и т. п.)          | Не менее 25 лет       |
| Здания и сооружения массового строительства в обычных условиях эксплуатации (здания жилищно-гражданского и производственного строительства)                                                                                    | Не менее 50 лет       |
| Уникальные здания и сооружения (здания основных музеев, хранилищ национальных и культурных ценностей, произведения монументального искусства, стадионы, театры, здания высотой более 75 м, большепролетные сооружения и т. п.) | 100 лет и более       |

После выполнения расчётов срока службы рекомендуется проверить остаточную толщину стенки ствола на соответствие проектным нагрузкам.
По марке стали
Марка стали подбирается на основании данных об агрессивности среды, характере нагрузок и условиях эксплуатации. В производстве винтовых свай чаще всего применяются стали марок:
- Ст3 — углеродистая сталь обыкновенного качества. Идёт на изготовление стволов свай малых и средних диаметров, которые используются при строительстве лёгких и лёгких временных объектов при эксплуатации в неагрессивных грунтовых условиях. Температурный диапазон — до −30 °C.
- Ст10 — углеродистая качественная конструкционная сталь. Чаще идёт на изготовление лопастей винтовых свай. Хорошо проявляет себя в температурном диапазоне от −40 до +450 °C, а также в условиях работы на истирание, в средне- и сильноагрессивных грунтах.
- Ст20 — углеродистая качественная конструкционная сталь. Идёт на изготовление стволов свай средних и больших диаметров, которые устанавливаются под промышленные и крупные гражданские объекты, а также лопастей. Температурный диапазон — до −40 °C. Подходит для использования в средне- и сильноагрессивных грунтах.
- 09Г2С — конструкционная низколегированная сталь повышенной прочности. Идёт на изготовление свай больших диаметров под промышленные объекты, которые эксплуатируются в условиях воздействия низких температур (до −70 °C) и неагрессивных грунтовых условиях.
- 30ХМА — жаропрочная релаксационностойкая легированная конструкционная сталь. Сваи из этой стали устанавливаются под объекты I (повышенного класса ответственности), которые эксплуатируются в сильноагрессивных грунтах. Целесообразность применения стали 30ХМА должна подтверждаться расчётами.

По типу антикоррозийного покрытия
В процессе погружения в грунт винтовая свая испытывает значительное воздействие на истирание, поэтому покрытие — только дополнительная мера защиты от коррозии, а основной упор стоит делать на толщину металла, марку стали, использование цинковых анодов. Нанесение покрытия при условии сохранения его целостности позволяет снизить негативное влияние на надземную часть сваи и участок, эксплуатируемый на границе двух сред — атмосферы и почвы. Наиболее распространёнными в настоящее время являются полимерные, полиуретановые, эпоксидные, цинковые покрытия и грунты, эмали по ржавчине. Каждое из перечисленных покрытий имеет свои особенности:
- Полимерные покрытия. Достоинства: прочное, износоустойчивое, высокая адгезия к поверхности. Недостатки: сложность нанесения на поверхность, имеющую неровности (сварные швы, стыки и выемки), с вероятным последующим возникновением сколов и развитию точечной коррозии.
- Полиуретановые покрытия. Достоинства: прочность, высокая адгезия на неровных участках, стойкость при контакте с абразивным материалами, в условиях агрессивной среды и резких перепадов температуры. Недостатки: снижение адгезии при избыточной толщине слоя.
- Эпоксидные покрытия. Достоинства: простота нанесения, низкая цена. Недостатки: эластичность снижена по сравнению с иными видами покрытия, излишнее водопоглощение, недостаточная ударопрочность.
- Покрытие холодным цинкованием. Достоинства: простота нанесения, низкая цена. Недостатки: низкий уровень адгезии.
- Покрытие горячим цинкованием. Достоинства: по уровню адгезии превосходит полимерное покрытие; экологично. Недостатки: сложность нанесения на неровные участки; имеет значительные ограничения по области применения (водородный показатель среды pH не ниже 3 и не выше 11; удельное сопротивление грунта не менее 50 Ом⋅м[6]).
- Покрытие грунтами, эмалями. по ржавчине. Достоинства: высокая адгезия на неровных участках, возможность нанесения в полевых условиях. Недостатки: снижение адгезии при избыточной толщине.

## Подбор конструктивных параметров свай
Подбор конструктивных параметров винтовой сваи (длина, диаметр ствола или лопасти, количество лопастей и т. д.) выполняется по методикам, описанным в СП 24.13330.2011 «Свайные фундаменты. Актуализированная редакция СНиП 2.02.03-85». Основным критерием подбора является обеспечение требуемой несущей способности сваи.
Несущая способность может быть определена двумя способами:
- по результатам полевых испытаний грунта;
- расчётными методами.

Полевые испытания грунта для подбора конструкции винтовой сваи выполняются статическим зондированием или натурной сваей. Расчётными методами несущую способность винтовой однолопастной сваи с диаметром лопасти 1,2 м и длиной 10 м, работающей на вдавливающую или выдёргивающую нагрузку, определяют по аналитическим формулам. При других параметрах, в частности при двух и более лопастях, диаметре лопасти более 1,2 м и длине сваи более 10 м, действии горизонтальной силы или момента — только по данным испытаний сваи статической нагрузкой и результатам численных расчётов в нелинейной постановке с использованием апробированных моделей грунта.
Моделирование, как правило, выполняется с использованием специализированных программных комплексов, базирующихся на численных методах. Сегодня существует довольно большой выбор численных методов, к которым можно отнести: различные вариационные методы (метод наименьших квадратов, метод Ритца и т. д.), метод конечных элементов, метод конечных разностей, метод граничных элементов.
Одним из самых распространённых и наиболее эффективных является метод конечных элементов. Среди всех его достоинств можно выделить следующие: гибкость и разнообразие сеток, простота учёта граничных условий, возможность применения стандартных приёмов построения дискретных задач для произвольных областей, и т. д. Помимо этого, математический анализ достаточно прост, а его методы можно использовать в более широкой области исходных задач, и оценка погрешностей получаемых решений выполняется при менее жёстких ограничениях.
В то же время использование численных методов для подбора свай требует высокой квалификации инженера-проектировщика, так как, в отличие от аналитических расчётов, которые используются в нормативных документах, возможность ошибки в этом случае достаточно велика. Суть аналитического расчёта сводится, как правило, к подстановке в формулу конкретных значений, которые характеризуют геометрию сваи и параметры грунта. В аналитических расчётах могут быть допущены только арифметические ошибки, которые легко найти при проверке.
В численных расчётах содержатся широкие возможности для моделирования любых нестандартных условий, а это ведёт к вероятности неправильного выбора: расчётной схемы, размера сеток конечных элементов, моделей грунта и т. д. Ошибка хотя бы в одном из перечисленных пунктов может исказить результат как в сторону перерасхода материала, так и в сторону завышения несущей способности. Самопроверка может выполняться только специалистом высокой квалификации, обладающим достаточным опытом.
Сегодня в нормативных документах отсутствуют методики аналитического расчёта многолопастных винтовых свай, поэтому единственным достоверным методом подбора конструкции свай и определения их несущей способности остаётся проведение полевых испытаний грунта по ГОСТ 5686-2012 «Грунты. Методы полевых испытаний сваями» и ГОСТ 1991-2012 «Грунты. Методы полевых испытаний статическим и динамическим зондированием».

## Контрольные мероприятия после установки винтовых свай
После установки винтовых свай в проектное положение должны быть проведены контрольные испытания несущей способности грунтов:
- по величине крутящего момента (для зданий класса ответственности III (пониженный) и II (нормальный);
- в соответствии с ГОСТ 5686-2012 (для зданий класса ответственности I).

Это позволит подтвердить характеристики грунтов, принятые в расчётах. Объём контрольных испытаний указывается в проекте фундамента.

## Достоинства
| Преимущества винтовых свай                                                                                      | Примечания |
| --- | --- |
| Фундаменты из винтовых свай не подвержены воздействию сил морозного пучения                                     | В отличие от иных видов фундаментов, особенно забивных свай. |
| Высокая долговечность, возможность использовать на болотистых грунтах, грунтах с высоким уровнем подземных вод. | Для соблюдения требований ГОСТ 27751-2014 необходимо проводить анализ коррозионной агрессивности грунта, результаты которого являются основанием (с учётом требований к конструктивной жёсткости винтовой сваи) для подбора марки стали, толщины стенки и диаметра ствола винтовой сваи.                                                                                     |
| Минимальные сроки строительства.                                                                                | Объект сдаётся на 15—30 % быстрее, чем с бетонным фундаментом. |
| Экономичность.                                                                                                  | Дешевле бетонного фундамента, выполненного в соответствии с СП 63.13330.2012 «Бетонные и железобетонные конструкции. Основные положения. Актуализированная редакция СНиП 52-01-2003», не менее, чем на 30 %. |
| Широкий спектр применения.                                                                                      | Можно использовать в любых грунтах, кроме скального. |
| Отказ от земляных работ и выравнивания участка.                                                                 | Для соблюдения горизонтального уровня при перепаде высот используют сваи различных длин. |
| Отсутствие вибраций и шума при погружении.                                                                      | Можно проводить работы в непосредственной близости к подземным коммуникациям или в условиях плотной городской застройки. |
| Винтовые сваи готовы к восприятию проектной нагрузки сразу после погружения.                                    | В отличие от бетонного фундамента не требует времени на отстаивание и набор прочности. |
| Работы можно выполнять в любое время года.                                                                      | При температуре ниже −30 °C использовать спецтехнику для установки затруднительно. |
| Возможность повторного использования винтовых свай.                                                             | Незаменимы при строительстве временных сооружений. |
| Высокая ремонтопригодность.                                                                                     | Если винтовые сваи не являются частью сборного железобетонного фундамента. |
| Сваи малого диаметра можно устанавливать без применения тяжёлой техники.                                        | Усилиями 3—4 человек. |
| Инженерные коммуникации можно проектировать и монтировать одновременно с возведением фундамента.                | Труба, жёстко зафиксированная в отверстии фундамента, перемещается вместе со зданием вниз, что приводит к уменьшению уклона, а иногда и к контруклонам. Также нарушается герметичность в стыках вследствие общего изгиба канализационных труб. Для свайного фундамента такая вероятность полностью исключена, так как трубы проходят между сваями и не связаны с ростверком. |

## Недостатки
Все строительные материалы и технологии имеют свои недостатки, которые можно устранить, если соблюсти правила и нормы проектирования, производства и эксплуатации.
| Недостатки | Причины | Способы устранения |
| --- | --- | --- |
| Возможное несоответствие срока службы требованиям ГОСТ 27751-2014. | При проектировании фундамента не учитываются коррозионная агрессивности грунтов (КАГ), наличие блуждающих токов. | Проведение измерений КАГ позволяет рассчитать оптимальную толщину стенки ствола, подобрать марку стали и определить порядок действий для снижения коррозии (использование цинковых анодов, проведение мероприятий по водоотведению и т. д.). В результате обеспечивается соответствие срока службы фундамента требованиям ГОСТ 27751-2014. |
| Возможный уход в «срыв» дезаксиальных винтовых свай с диаметром ствола до 159 мм включительно при передаче проектных нагрузок.                                                                        | Расчётные формулы, заложенные в СП 24.13330.2011, не учитывают многие особенности совместной работы свай и грунтов, так как базируются на упрощённых моделях взаимодействия (к примеру, модель Мариупольского для анкеров). | При расчёте несущей способности необходимо использовать учитывать результаты полевых испытаний грунта в соответствии с ГОСТ 5686-2012. |
| Необходимость бетонирования основания колонны или создания жёсткого сопряжения для однолопастных свай малых диаметров (57—76 мм) для обеспечения достаточного сопротивления горизонтальным нагрузкам. | Недостаточность диаметра ствола винтовой сваи. | Использовать модификаций винтовых свай с элементом сопротивления боковым нагрузкам. |
| Возможное нарушение структуры грунта во время погружения винтовой сваи, влекущее снижение несущей способности.                                                                                        | В расчётах учитывается диаметр лопасти, но не конфигурация. | Осуществлять подбор конфигурации лопасти на основании данных о грунтовых условиях участка. |
| Возможное снижение несущей способности свай с двумя и более лопастями, даже относительно однолопастных дезаксиальных свай.                                                                            | Неверное расположение на стволе второй и последующих лопастей. | Назначать расстояние между лопастями, шаг и угол наклона лопастей на основании данных о грунтовых условиях участка и нагрузках от строения. |
| Неравномерное распределение запаса прочности по фундаментам объектов индивидуального жилищного строительства, влекущее снижение уровня их надёжности и сокращение срока службы.                       | При назначении винтовых свай не учитываются различные величины нагрузок, воздействующие на фундамент. | Использовать под каждый тип нагрузки (под ответственными узлами, под несущими стенами, под ненесущими стенами и лагами пола) определённую модификацию винтовых свай. |